# Zentrum für Verifikationsaufgaben der Bundeswehr
Das Zentrum für Verifikationsaufgaben der Bundeswehr (ZVBw) ist eine Dienststelle der Bundeswehr, die Aufgaben im Rahmen der Rüstungskontrolle für die Bundesrepublik Deutschland wahrnimmt. Die Militärinspektoren begleiten zudem ausländische Delegationen, die in Deutschland überprüfen, ob richtige Angaben gemacht werden und Verpflichtungen eingehalten werden. Zuständig sind das Bundesministerium der Verteidigung und das Auswärtige Amt.
Das ZVBw umfasst etwa 170 Soldaten und Zivilbedienstete, ist organisatorisch dem Unterstützungsbereich, darunter dem Streitkräfteamt zugeordnet und fachlich dem Rüstungskontrollreferat des BMVg unterstellt. Der Dislozierungsort ist Geilenkirchen in der Selfkant-Kaserne.

## Auftrag
Auftrag des ZVBw ist es,
- die in nationaler Verantwortung liegenden Aufgaben im Rahmen der Anwendung von Verträgen, Ab- und Übereinkommen der Rüstungskontrolle sowie von vertrauens- und sicherheitsbildenden Maßnahmen zu planen und durchzuführen,
- hierzu mit den zuständigen nationalen und internationalen Stellen sowie den Verifikationsorganisationen der Partnerstaaten und internationalen Organisationen zusammenzuarbeiten,
- die so ermittelten Verifikationsergebnisse auszuwerten und hiermit zur Beurteilung der militär- und sicherheitspolitischen Gesamtlage beizutragen

Der Bundesnachrichtendienst (BND) soll mindestens 2014 eine Außenstelle beim Zentrum betrieben haben. Inspektoren erhalten vom BND Einweisungen über die militärische Lage im jeweiligen Land und Hinweise über lohnenswerte Inspektionsobjekte, wo möglicherweise Rüstungsgüter versteckt werden.

## Vertragliche Grundlagen
Zu den zu bearbeitenden Rüstungskontrollverträgen, -abkommen, -protokollen und -dokumenten zählen z. B.
- Vertrag über konventionelle Streitkräfte in Europa = KSE-Vertrag
- Wiener Dokument über politische und militärische Vertrauens- und Sicherheitsbildende Maßnahmen (VSBM) in Europa
- Vertrag über den Offenen Himmel, Open Skies (nicht zu verwechseln mit der neuen Fluglinie, einer BA-Tochter)
- Dayton-Vertrag über den Krieg in Bosnien und Herzegowina, Dayton Peace Accords
- UN-Feuerwaffenprotokoll, UN Firearms protocol
- OSZE[3]-Dokument über Kleinwaffen und leichte Waffen DSALW
- Chemiewaffenkonvention und Biowaffenkonvention
- Ottawa-Konvention über die weltweite Ächtung von Antipersonenminen
- Übereinkommen über das Verbot oder die Beschränkung des Einsatzes bestimmter konventioneller Waffen, die übermäßige Leiden verursachen oder unterschiedslos wirken können, CCWC Certain Conventional Weapons Convention  bzw. Übereinkommen über Streumunition
- Wassenaar-Abkommen bezüglich Exportkontrolle von konventionellen Waffensystemen und sensitiven Dual-Use-Gütern und Technologien
- HCoC Hague Code Of Conduct against Ballistic Missile Proliferation – Haager Verhaltenskodex gegen die Verbreitung Ballistischer Raketen, derzeit 138 Mitgliedsstaaten (Stand Juni 2016)
- CTBT Comprehensive Nuclear Test Ban Treaty – Vertrag zum umfassenden Verbot von Nuklearversuchen[4]
- MTCR Missile Technology Control Regime – Raketentechnologie-Kontrollregime oder Trägertechnologie-Kontrollregime[5]

## Geschichte
Das Zentrum wurde zum 1. April 1991aufgestellt.
Am 25. April 2014 wurden drei Soldaten des ZVBw sowie ein ziviler Sprachmittler durch einen Separatistenführer in der ostukrainischen Stadt Slowjansk unter dem Vorwurf der Spionage für die NATO in Gewahrsam genommen. Wie die OSZE bereits am Abend des 25. April 2014 bekannt gab, waren die militärischen Beobachter nicht im Auftrag der OSZE, sondern im Rahmen einer bilateralen Mission auf Grundlage des Wiener Dokuments auf Einladung der Übergangsregierung in Kiew in der Ostukraine unterwegs. Am 3. Mai 2014 wurden die Beobachter nach Vermittlung der Regierung der Russischen Föderation wieder freigelassen.

## Liste der Kommandeure
- Brigadegeneral Heinz Loquai, 1991–1994
- Brigadegeneral Peter-Johannes von Geyso, 1995–1999
- Brigadegeneral Hans Hübner, 1999 bis 2003
- Brigadegeneral Jens Zimmermann, ab 2003
- Brigadegeneral Winfried Mertens, 2006–2010
- Brigadegeneral Jürgen Beyer, 2010–2015
- Brigadegeneral Peter Braunstein, ab 18. Februar 2015
- Brigadegeneral Michael Schoy, seit 28. März 2022

## Partnerorganisationen anderer Staaten
- USA: Defense Threat Reduction Agency (DTRA)
- Großbritannien: Joint Arms Control Implementation Group  (JACIG)
- BENELUX: BENELUX Arms Control Agency (BACA) Joint Belgian, Netherlands, Luxemburg Agency
- Belgien: Belgian Verification Agency  (BEVA) (Siehe BACA)
- Luxemburg: Groupe d'Inspections Vérifications et Observations Armée (Luxembourgeoise)  (GIVO)  (Siehe BACA)
- Italien: Centro Interforze Verifica Armamenti (CIVA)
- Frankreich: Unité Française de Vérification (UFV)
- Russland: National Nuclear Risk Reduction Center  (NRRC)
- Spanien: Unidad De Verificacion Espanola (UVE)
- Belarus: National Agency for Control and Inspections (K für Kontrolja) (NAKI)
- Südkorea: Korea Arms Verification Agency (KAVA)